# Dommelbimd
De Dommelbimd is een natuurgebied in de gemeente Boxtel, in de Nederlandse provincie Noord-Brabant. De naam Dommelbimd verwijst bovendien ook naar de Stichting Dommelbimd die het gelijknamige natuurgebied beheert. Stichting Dommelbimd heeft het natuurgebied in 2013 vergaard. Het natuurgebied telt een oppervlakte van 6,5 hectare en is ontstaan uit een burgerinitiatief.

## Geschiedenis
In 2013 hebben drie lokale bewoners van Boxtel (plaats) uit de buurt D'n Bimd het initiatief genomen een stuk Dommeldal, nabij gelegen aan het centrum van Boxtel (plaats), te behouden voor de toekomst. Aanleiding van dit initiatief was dat het stuk Dommeldal met een oppervlakte van 6,5 hectare in de openbare verkoop kwam. De drie lokale bewoners wilden dit stuk Dommeldal graag veiligstellen en betrokken Het Groene Woud en Brabants Landschap bij het proces.

## Naam
- De naam "Dommelbimd" is een samentrekking van de naam van de rivier de Dommel, die de zuidwestelijke grens vormt en die van de buurt D'n Bimd, de dichtstbijzijnde woongemeenschap.